# Orchoninskrifterna

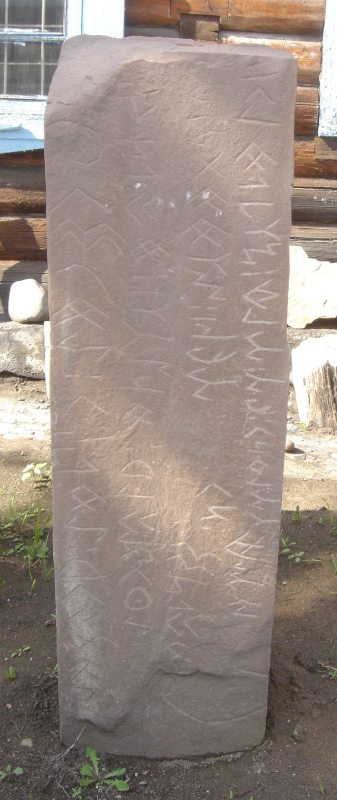
En av Orchoninskrifterna i Kyzyl.

Orchoninskrifterna (med flera namn) kallas en rad inskriptioner på stenmonument i Orchonflodens dalgång i nuvarande Mongoliet. De består av tre större samt ett antal mindre obeliskliknande monument från tidigt 700-tal skrivna med turkisk Orchonskrift. Inskriptionerna är de äldsta kända exemplen på turkisk skrift. 
Av de tre stora skrevs den tidigaste av rådgivaren Tonyuquq år 717, 718 eller 720. De båda andra restes år 732 respektive år 735 till åminnelse av de två härskarna Kül Tigin respektive Bilgä Khan av Göktürk. 
Stenarna upptäcktes av Nikolaj Jadrintsev 1889. Liknande stenar hade dock varit kända tidigare bland annat från Sibirien och beskrivits av svensken C. Schulman och offentliggjordes därefter av Philip Johan von Strahlenberg. Flera tolkningsförsök gjordes av inskrifterna, bland annat av Otto Donner och Wilhelm Radloff, innan Vilhelm Thomsen 1893 upptäckte att de var skrivna på ett turkspråk och lyckades tolka inskrifterna.